# Instant vacation
『instant vacation』（インスタント・バケーション）は、the★tambourinesの1枚目のミニアルバム（通算5枚目のアルバム）。

## 内容
- 「雨アガリキラリ」は岩手めんこいテレビ『ビートニクス』およびテレ玉『DREAM PROJECT AUDITION TV』8月度エンディングテーマ。
- 「碧い午後」は三好誠による作曲。

## 収録曲
1. 雨アガリキラリ
2. 太陽のビーム
3. 碧い午後
4. 恋について
5. Go Go トラベラー
6. 黄昏メロディー
7. 星空とギター

作詞：松永安未 (#ALL)
作曲：麻井寛史 (#1, 2, 4-7) 、三好誠(#3)
編曲：麻井寛史 (#ALL)

## 参加ミュージシャン
- 大賀好修（nothin' but love・OOM・Sensation） - ギター
- 三好誠（rumania montevideo） - ギター